# Дона Дука
Дона Дука (Донина пећина; мкд. Дона Дука) је пећина на кречњачкој планини Жедену, западно од Скопља у Северној Македонији. Има сложени систем међусобно повезаних канала који су изграђени и шест нивоа. Укупна дужина мреже канала 650 м. Оваква изградња условљена је спуштањем нивоа некдашњег плиоценског Вардарског језера. Најстарији канали одликују се пећинским украсима.